# Dom Macedo Costa
Dom Macedo Costa es un municipio brasileño del estado de Bahía. Su población estimada en 2004 era de 3.668 habitantes.

## Historia
Poblamiento surgido en región primitivamente habitada por los indios maracás. La colonización blanca se inició en el siglo XVII, con el establecimiento de agricultores precedentes de Maragojipe. De una de las haciendas se formó la población de Sao Roque do Bate Caliente, desenvolviéndose y dando origen a la actual sede. Municipio creado con parte de los territorios del distrito de Dom Macedo Costa y del distrito sede de Sao Felipe, separado del municipio de Sao Felipe, por la Ley Estatal del 4 de abril de 1962.